# 信徒伝道者
信徒伝道者（しんとでんどうしゃ、Lay Preachers）とは、教職位を持たない一信徒の立場のまま福音を述べ伝える務めを担う伝道者。

## 概要
教育の機会が整備された現在、信徒伝道者といわれる者は、おおよそ以下のいずれかに該当する。
- 入信・改宗・転会などから日が浅いため、教職受験資格の信徒経験期間を満たさず教職位の得られないまま神学教育を修了し、伝道者としての務めにつくもの。神学校在学中の他派転向などにより、召命と教育を満たしている者にも起こりうる。
- 教職試験に失敗し捲土重来を期す最中、あるいは資格取得中にも伝道者の務を果たしているもの。
- 教会・教団の定める正規の神学教育課程を履修していない、教職の副業を禁じる規則のある教会・教団において何らかの事情で従来職を廃業できないなど、教職位取得の意思ないし資格のないものが伝道者として働くための制度とその利用者。
- 正規の教職の指導の下、あるいは無牧の教会において補助的に伝道の業を担う信徒に対する称号。

なお、ブレザレン（Brethren）など、教職と信徒を本質的に区別しない教会・教派もあるが、それは独自の教会制度理解によるものであり、本記事の取り扱う概念との関連は薄い。

## 歴史
歴史的には、信徒伝道者は信仰復興運動の頃に発生し、メソジストのジョン・ウェスレーも信徒伝道者を起用した。それはメソジスト運動の拡大に伴って教会指導者の補充が必要となったものの、彼らの運動の内部からは「正規に神学を学び、聖書の理解のためにヘブライ語・ギリシャ語を駆使できる高度の学問を身につけた人々」というイングランド国教会の教役者像に合致する人材が充分確保できなかったためである。
これはアメリカ開拓期ではどの派も抱えていた問題であり、結果、旧大陸では主流でありながら新大陸でも旧来基準を固持したルター派、改革長老教会に替わって、新大陸では教職資格について柔軟に対応した教派（メソジスト、会衆派、バプテスト、ディサイプルスなど）が充分な伝道者を得て教勢を拡大した。
マーティン・ロイドジョンズは、19世紀に神学がカルヴァン主義から、アルミニウス主義に移行した為に、信徒説教が増えたと指摘している。

## 主な信徒伝道者
- ハンス・ニールセン・ハウゲ
- ウィリアム・メレル・ヴォーリズ
- 篠崎桂之助
- ジョン・バチェラー
- 小田切信男
- 外村義郎
- C・S・ルイス
- 関根正雄